# Корецький Борис Миколайович
Борис Миколайович Корецький (рос. Борис Николаевич Корецкий, нар. 1 січня 1961, Сіверськ, Донецька область, Українська РСР, СРСР) — радянський фехтувальник на рапірах, олімпійський чемпіон 1988 року, чемпіон світу.

## Виступи на Олімпіадах
| Олімпіада | Дисципліна           | Місце |
| --------- | -------------------- | ----- |
| Сеул 1988 | індивідуальна рапіра | 16    |
| Сеул 1988 | командна рапіра      | 1     |